# 芝崎城
芝崎城（しばさきじょう）は、千葉県山武郡横芝光町虫生字中城にあった日本の城。

## 歴史
『千葉大系図』などの資料によると、匝瑳党の椎名胤光の孫であるという八郎胤忠は、小田部氏或いは柴崎氏を称しているようで、当城の周辺、岩室郷一円の領主であったことが窺える。

## 構造
柴崎台と呼ばれる東西に伸びる丘陵上に構えられており、現在大部分が山林となっている。山林でない部分も田畑が多く、神社としても利用されている。空堀跡については不鮮明であるが、土塁線や井戸の阯ははっきりと窺える。また、畑地などでは当時の金銭や陶器が見つかっており、この地が城郭跡であることを思わせる。